# 林谷駅
林谷駅（イムゴクえき）は、大韓民国光州広域市光山区にある韓国鉄道公社（KORAIL）の駅である。2017年現在、当駅に停車する旅客列車は存在しない。

## 経由している路線
- 韓国鉄道公社
  - 湖南線

## 歴史
- 1914年1月11日：開業[1]。
- 1915年12月1日：貨物取扱開始[2]。
- 1925年10月1日：普通駅に昇格。
- 1931年7月28日：簡易駅に格下げ。
- 1987年7月9日：現在の駅舎竣工。
- 1987年8月27日：現在の位置に駅舎移転。
- 2004年7月16日：旅客取扱中止[3]。
- 2014年8月1日：簡易駅に降格[4]。
- 2015年5月29日 : 貨物取扱中止[5]。

## 隣の駅
韓国鉄道公社
湖南線
長城駅 - 林谷駅 - (河南駅) - (北松汀信号所) - 光州松汀駅